# Municipio de Amaxac de Guerrero
El municipio de Amaxac de Guerrero es uno de los 60 municipios que constituyen el estado mexicano de Tlaxcala. Se encuentra localizado al centro del estado y aproximadamente 9 kilómetros al este de la ciudad de Tlaxcala de Xicohténcatl. Cuenta con una extensión territorial de 11.5 km². Con una población total de 11,403 habitantes  según el Cierre del Censo de Población y Vivienda 2020. Su nombre proviene del náhuatl y se interpreta como: «Donde se bifurca el agua».

## Descripción geográfica

### Ubicación
Amaxac de Guerrero se localiza al centro del estado entre las coordenadas geográficas 19° 21' de latitud norte, y 98° 10' de longitud oeste a una altitud promedio de 2300 metros sobre el nivel del mar.
El municipio colinda al norte con el municipio de Yauhquemehcan y Apizaco, al sur con Contla de Juan Cuamatzi, al este con Santa Cruz Tlaxcala y al oeste con Apetatitlán; cuenta con un exclave al noroeste que corresponde a la comunidad de San Damián Tlacocalpan, que colinda al norte y al oeste con Xaltocan, al Sur con Tlaxcala (comunidad de San Esteban Tizatlán), al sureste con Apetatitlán.

### Orografía e hidrografía
Orográficamente se distinguen 3 zonas: en la parte norte posee zonas accidentadas, al centro y al sur se encuentran planicies. Sus suelos se componen de varios tipos, los más importantes son: cambisoles, litosoles, gleysoles, fluvisoles, regosoles, andosoles, vertisoles e histosoles; su uso es ganadero, forestal y agrícola. El municipio pertenece a la región hidrológica Balsas. Sus recursos hidrológicos son proporcionados principalmente por los ríos: Apizaco, y Zahuapan; además posee algunos manantiales el más importante es el Ojo de Agua.

### Clima
Su principal clima es el templado subhúmedo; con lluvias en verano y sin cambio térmico invernal bien definido. La temperatura media anual es de 25.4°C, la máxima se registra en el mes de mayo (27.6 °C) y la mínima se registra en febrero (1.1 °C). El régimen de lluvias se registra entre los meses de julio y agosto, contando con una precipitación media de 165.8 milímetros.

## Gobierno
Su forma de gobierno es democrática y se realizan elecciones cada 3 años, en donde se elige al presidente municipal y el ayuntamiento. El periodo del Presidente es de 3 años, 2024-2027.
San Damián Tlacocalpan es una localidad perteneciente a Amaxac de Guerrero, la cual depende de la cabecera del municipio.